# Flughafen Guangzhou-Baiyun (seit 2004)

i8
i11
i13

Flughafendiagramm

Der Guangzhou Baiyun International Airport (chinesisch 廣州白雲國際機場 / 广州白云国际机场, Pinyin Guǎngzhōu Báiyún Guójì Jīchǎng, Jyutping Gwong2zau1 Baak6wan4 Gei1coeng4 – „Flughafen Kanton Weiße Wolke“, IATA-Code: CAN, ICAO-Code: ZGGG) ist der Flughafen der Stadt Guangzhou (Kanton) in der chinesischen Provinz Guangdong und das Drehkreuz der China Southern Airlines. Er dient seit 2004 als Ersatz für den gleichnamigen, mittlerweile abgebauten Flughafen Guangzhou-Baiyun. Der Flughafen ist ein börsennotiertes Unternehmen, welches im Aktienindex Shanghai Stock Exchange 180 Index gelistet ist und zählte 2023 zu den 15 größten Flughäfen der Welt.

## Geschichte und Hintergründe

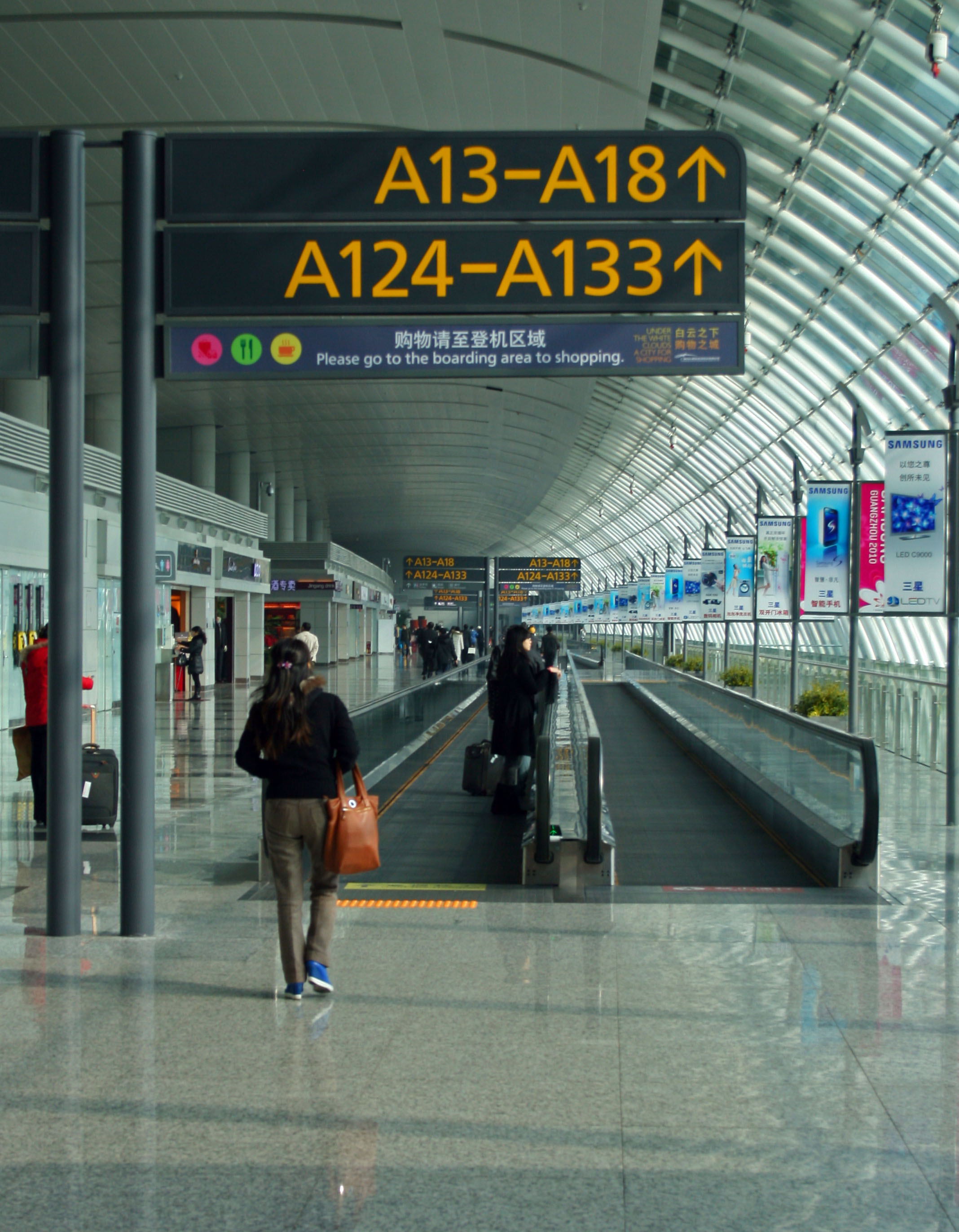
Ein Fahrsteig vor dem Flughafen

Der alte, 25 Kilometer weiter südlich liegende und mittlerweile abgebaute gleichnamige Flughafen Guangzhou-Baiyun (alt) ging in den 1930er Jahren in Betrieb. Im Jahr 1998 wurde er zum „Flughafen mit dem besten Service“ von der CAAC gewählt. Der Umzug des alten Baiyun Airport zum neuen Baiyun Airport war eines der wichtigsten Projekte im Luftfahrt-Masterplan des Staates.
Der Bau und die Planungen des neuen Flughafens begannen im August 2000. Der Bau dauerte etwa 46 Monate. Er ist fünfmal größer als sein Vorgänger. Zuständig für die Architektur waren die Parsons Corp. und die URS Greiner Corp. Die erste Phase wurde bereits 2002 fertiggestellt. Die Eröffnung des Flughafens fand am 5. August 2004 statt. Am 6. Februar 2009 wurde der FedEx Asien-Pazifik HUB am Flughafen eröffnet. 2010 wurde die U-Bahn-Verbindung fertiggestellt. Ebenso wurde im selben Jahr die Kapazität von 45 Millionen Passagieren und 2,5 Millionen Tonnen Fracht pro Jahr erreicht.

## Allgemeines
Der Flughafen Guangzhou liegt im Bezirk Huadu, etwa 28 Kilometer vom Stadtzentrum Guangzhous entfernt. Er besitzt alle internationalen Standards. Der Name und die Flughafencodes CAN (IATA) bzw. ZGGG (ICAO) wurden von dem alten Baiyun International Airport übernommen, der im Bezirk Baiyun lag und inzwischen nicht mehr betrieben wird. Die Baukosten betrugen rund 19,8 Milliarden RMB. Das Gelände erstreckt sich auf eine Fläche von 1456 Hektar. Die Ortszeit am Flughafen Guangzhou ist MEZ + 7 Stunden. Der Flughafen wird durch die Japan Bank for International Cooperation, durch die Regierung und durch die China Development Bank finanziert. Wegen des Baus mussten 20.000 Menschen ihre Häuser verlassen und umsiedeln. Mittlerweile wurde das Ziel der Flughafengesellschaft erreicht, in die Top-20 der Weltflughäfen zu gelangen.
Der Bau erfolgt in drei Phasen: Die erste Phase umfasst den Bau eines 3.500.000 m² großen Passagier-Terminal-Komplexes, zwei Start- und Landebahnen und damit verbundene Straßenanschlüsse und Parkmöglichkeiten. Die zweite Phase umfasst den Bau für eine zusätzliche Start- und Landebahn und Ausbau des Terminals. Diese dritte Start- und Landebahn wurde 2014 fertiggestellt und wird seit 5. Februar 2015 für den Flugbetrieb genutzt. Phase 3 beinhaltet den Bau für ein weiteres Terminal und 50 weitere Flugsteige. Derzeit beginnt Phase 3. Die Anzahl der Fluggaststeige beträgt dann statt 46 (Phase 1) 130 in der bisherigen Endausbaustufe.

### Zukunft
Bis 2030 soll der Flughafen eine Kapazität von 120 Millionen Passagieren pro Jahr haben. Seit 2010 besitzt der Flughafen eine Frachtkapazität von 2,5 Millionen Tonnen. Bis zum Jahr 2030 soll er dann 3,8 Millionen Tonnen pro Jahr abfertigen. Perspektivisch soll durch den Bau eines dritten Terminals, sowie zwei weiterer Start- und Landebahnen die Kapazität auf 140 Millionen Passagiere, bzw. 6 Millionen Tonnen Fracht gesteigert werden,

### Wartung
Guangzhou besitzt ein Wartungskomplex der singapurischen MRO-Firma ST Aerospace, der jegliche Arbeiten an Maschinen der Hersteller Airbus, Boeing und McDonnell Douglas ausführen kann. ST Aerospace (Guangzhou) Aviation Services Company Limited ist ein Joint Venture zwischen Guangdong Airport Management Corporation (51 %) und ST Aerospace (49 %). Das Unternehmen hatte zuvor bereits die Bewilligungen der Luftaufsichtsbehörde CAAC sowie die des chinesischen Handelsministeriums eingeholt. ST Aerospace ist eine Tochterfirma der ST Engineering und nach eigenen Angaben mit über 8000 Mitarbeitern der größte MRO-Anbieter der Welt.

### Frachtabteilung
Die Frachtsparte der Flughafenverwaltung ist in sechs Unterabteilungen gegliedert: die Abteilung Marketing & Verkauf, die Export-Abteilung, die Import-Abteilung, die Lagerungs & Transport Abteilung, die Planungs & Finanz-Abteilung und die Management-Abteilung. Die Sparte betreibt das 8000 Quadratmeter große überwachte Frachtterminal.

## Terminal

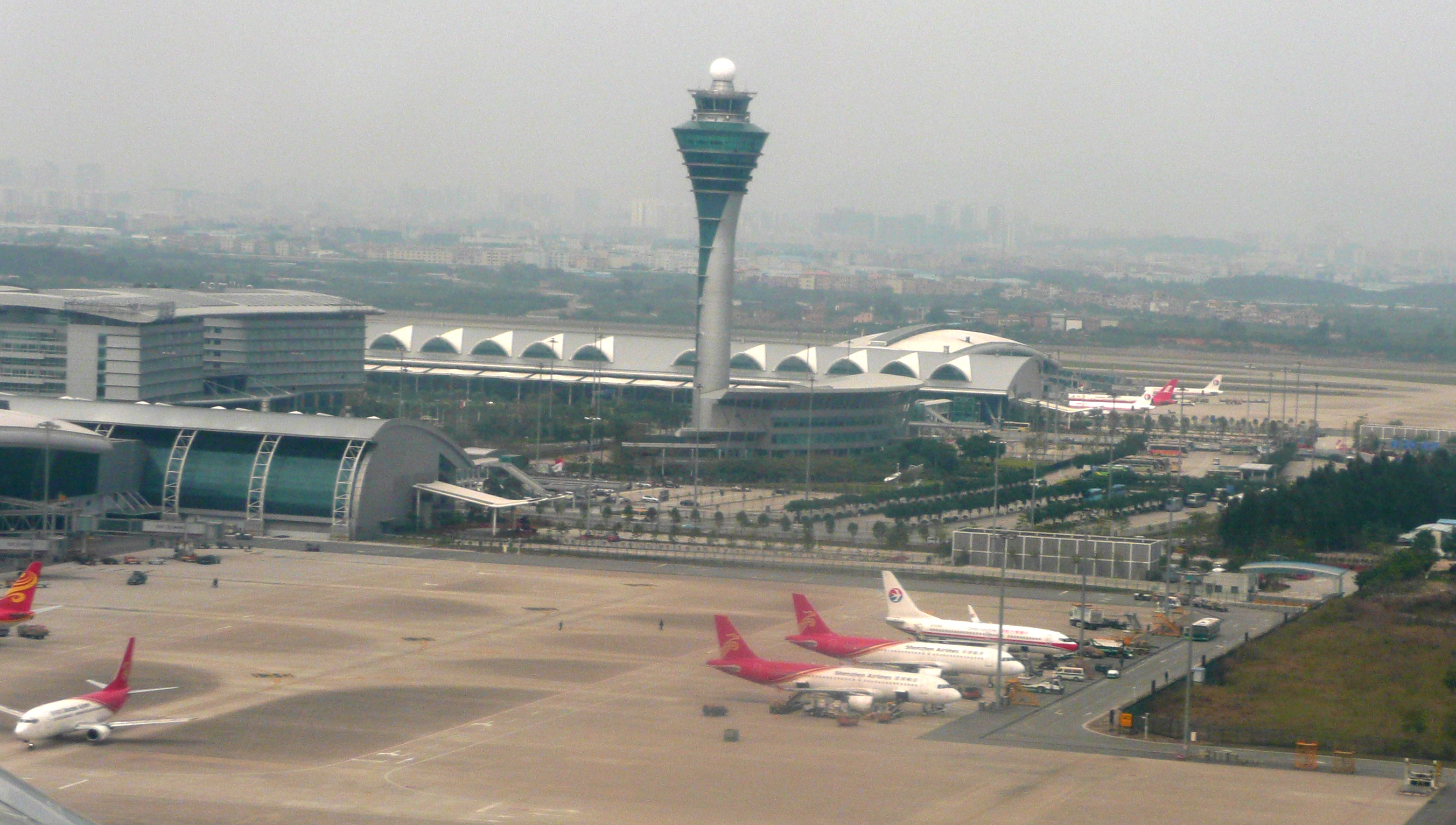
Das Terminal aus der Vogelperspektive

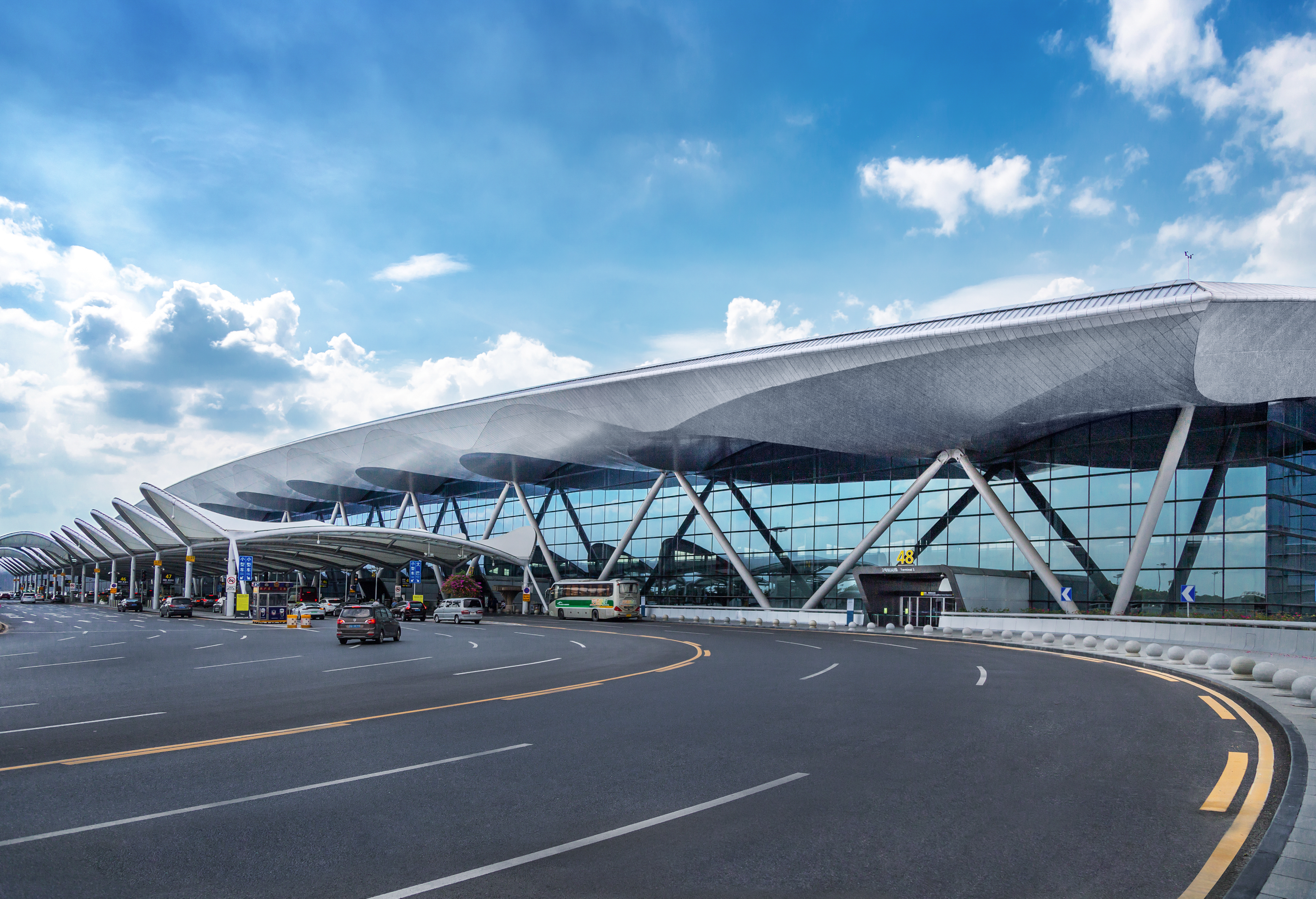
Außenaufnahme des Terminals

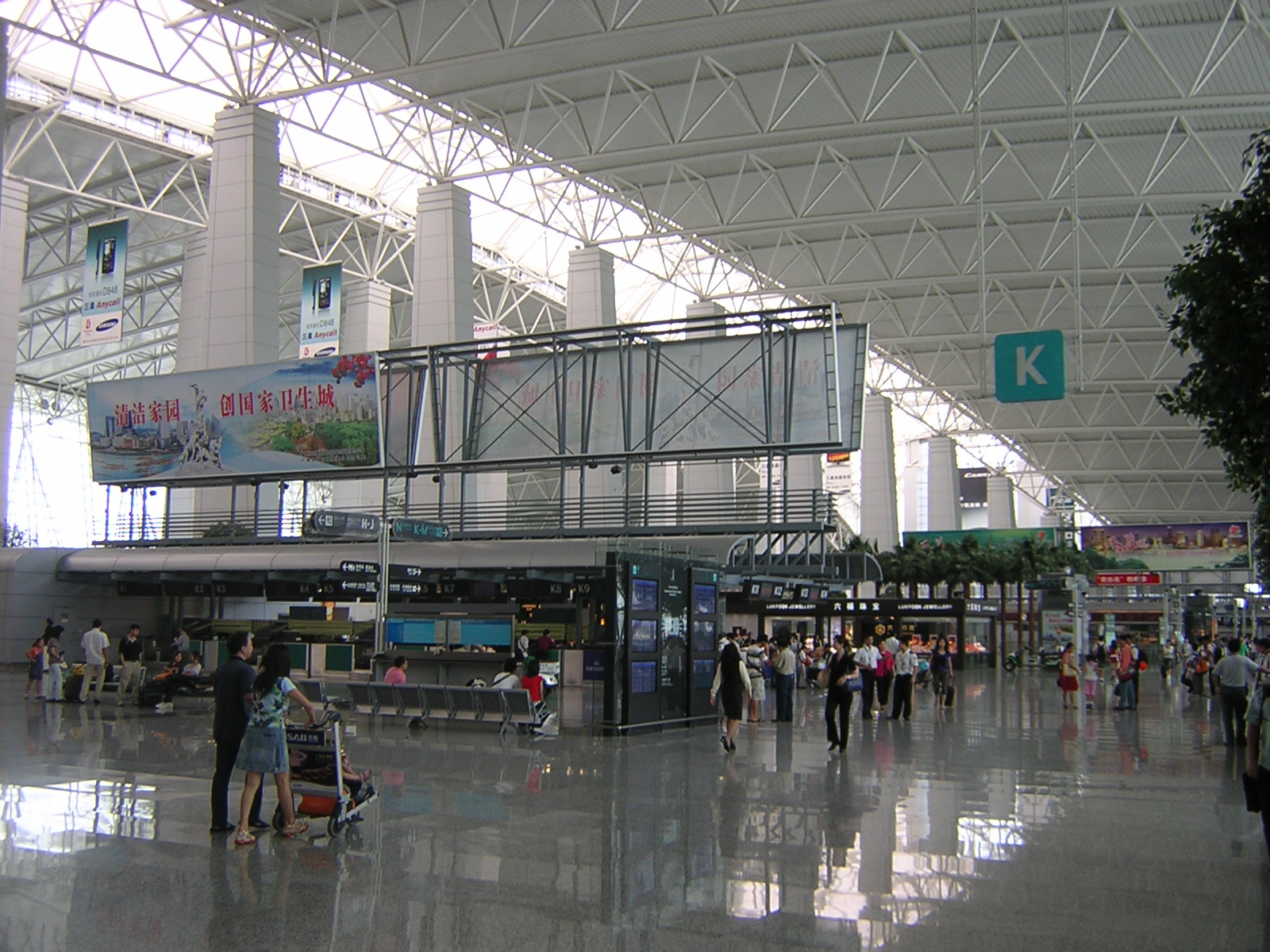
Innenansicht des Terminals

Der Flughafen Guangzhou besitzt zwei Terminalgebäude, welche jeweils in zwei Bereiche (A und B) geteilt sind. In Terminal 1 gibt es insgesamt vier Hallen: eine Inlandsankunftshalle, eine Inlandsabflughalle (beide Bereich B), eine internationale Ankunftshalle und eine internationale Abflughalle (beide Bereich A). Der gesamte Terminal 1 ist in drei Ebenen geteilt. Auf der untere Ebene befinden sich Anreise, Check-In und die Gepäckausgabe. Die Ankunftshalle befindet sich auf der mittleren Ebene und enthält Restaurants und Geschäfte. Auf der oberen Ebene des Terminals befinden sich die Abflughalle und die Wartehallen. Rolltreppen und Fahrstühle verbinden die Ankunftsbereiche mit den Abflugbereichen. Terminal 1 besteht aus sechs Pieren, Terminal 2 aus vier. Zwei weitere Piere wurden 2024 fertiggestellt, welche einen Lückenschluss zwischen den A-Gates auf der östlichen und zwischen den B-Gates auf der westlichen Seite beider Terminals geschaffen haben.

### Informationen/Einrichtungen
- Essen und Trinken: Es stehen elf Wasserspender rund um die Uhr im gesamten Terminalgebäude bereit. Die sogenannte „Jinlong Food Street“ befindet sich im Ankunftsbereich. Dort sind viele Cafés und Restaurants anzutreffen, die sowohl internationale als auch nationale Speisen und Spezialitäten anbieten.
- Einkaufen: Im Terminal gibt es viele Geschäfte wie z. B. Bekleidungsläden, Spielzeuggeschäfte, Juweliere, Parfümerien und Kosmetikhandlungen. Außerdem können auch Zigaretten, alkoholische Getränke, Lederwaren, Bücher, exotische Früchte und einheimische Produkte gekauft werden.
- Geld: Im Terminal gibt es insgesamt zwei Banken: Einmal die Agricultural Bank of China und die Guangdong Development Bank. Beide sind mit mehreren Geldautomaten ausgestattet. Im Hauptterminal befinden sich eine Geldwechselstube. Dort können alle größeren Währungen von Euro bis zum US-Dollar gewechselt werden.
- Telekommunikation: Der Flughafen stellt seinen Passagieren einen kostenlosen drahtlosen Internetzugang zur Verfügung.
- Tagungs- und Geschäftseinrichtungen: In den sogenannten Business Centern bietet der Flughafen Geschäftsreisenden eine Vielzahl unterschiedlicher Services an. Die Business Center sind über das gesamte Terminalgebäude verteilt.
- Hotels: Es gibt am Flughafen Guangzhou mehrere Flughafenhotels
- Reisende mit eingeschränkter Mobilität: Für behinderte Passagiere gibt es am Flughafen von Guangzhou unter anderem Hilfen beim Ein- und Aussteigen oder beim Check-In. Darüber hinaus kann auch ein kostenloser Rollstuhl-Service genutzt werden.
- Weitere Hilfseinrichtungen: Passagiere können am Flughafen von Guangzhou unter anderem einen VIP-Service in Anspruch nehmen, der ihnen die Gepäckabfertigung abnimmt. Für alleinreisende Kinder zwischen fünf und zwölf Jahren sowie für Senioren über 60 Jahre gibt es auch einen speziellen Begleitservice.
- Lounges: Der Flughafen Guangzhou verfügt über mehrere Lounges z. B. die First Class Lounge im nationalen Terminal und die Easy-Boarding VIP Lounge im internationalen Terminal.
- Gepäck: Für die Gepäckabfertigung gelten besondere Regelungen. Gepäckstücke mit einem Gewicht von über 50 Kilogramm oder Maßen von mehr als 50 × 75 × 90 Zentimetern müssen grundsätzlich im dritten Stock der Abflughalle angemeldet werden, da diese Gepäckstücke grundsätzlich einer gesonderten Kontrolle unterzogen werden.

### Gepäcksortieranlage
Der Flughafen hat eine moderne automatische Gepäcksortieranlage. Sie kann bis zu 10.000 Gepäckstücke pro Minute abfertigen, wobei es vier Minuten von der Sortierung bis zur Ankunft am Transportwagen dauert. Wenn Passagiere aus irgendeinem Grund nicht an Bord gehen, kann das System das zugehörige Gepäckstück in maximal fünf Minuten genau orten. Die Anlage wurde zu den Asienspielen 2010 und den Asian Para Games, ausgebaut, wobei das ursprüngliche Gepäckbeförderungssystem von 2004 einbezogen wurde. Weiterhin wurden 18 weitere Check-in Schalter und Förderbänder installiert. Damit hat sich die Zahl der Check-In Schalter auf 182 erhöht.

## Zwischenfälle
Am neuen Flughafen gab es bisher (Januar 2025) keinen relevanten Zwischenfall mit einem Verkehrsflugzeug.

## Trivia
- Der Flughafen wurde von der Weltgesundheitsorganisation als „Internationaler Sanitäts-Flughafen“ ausgezeichnet.[15]
- Der Flughafen besitzt den größten Hangar auf dem chinesischen Festland. Er besitzt eine Fläche von 96.000 Quadratmetern und bietet Platz für maximal vier Maschinen des Typs Boeing 777. Dessen Kosten belaufen sich auf 108.430.000 US-Dollar. Der Flughafen besitzt auch das größte Frachtterminal auf dem chinesischen Festland mit einer Gesamtgröße von 10.000 Quadratmetern.[16]